# Boerebista

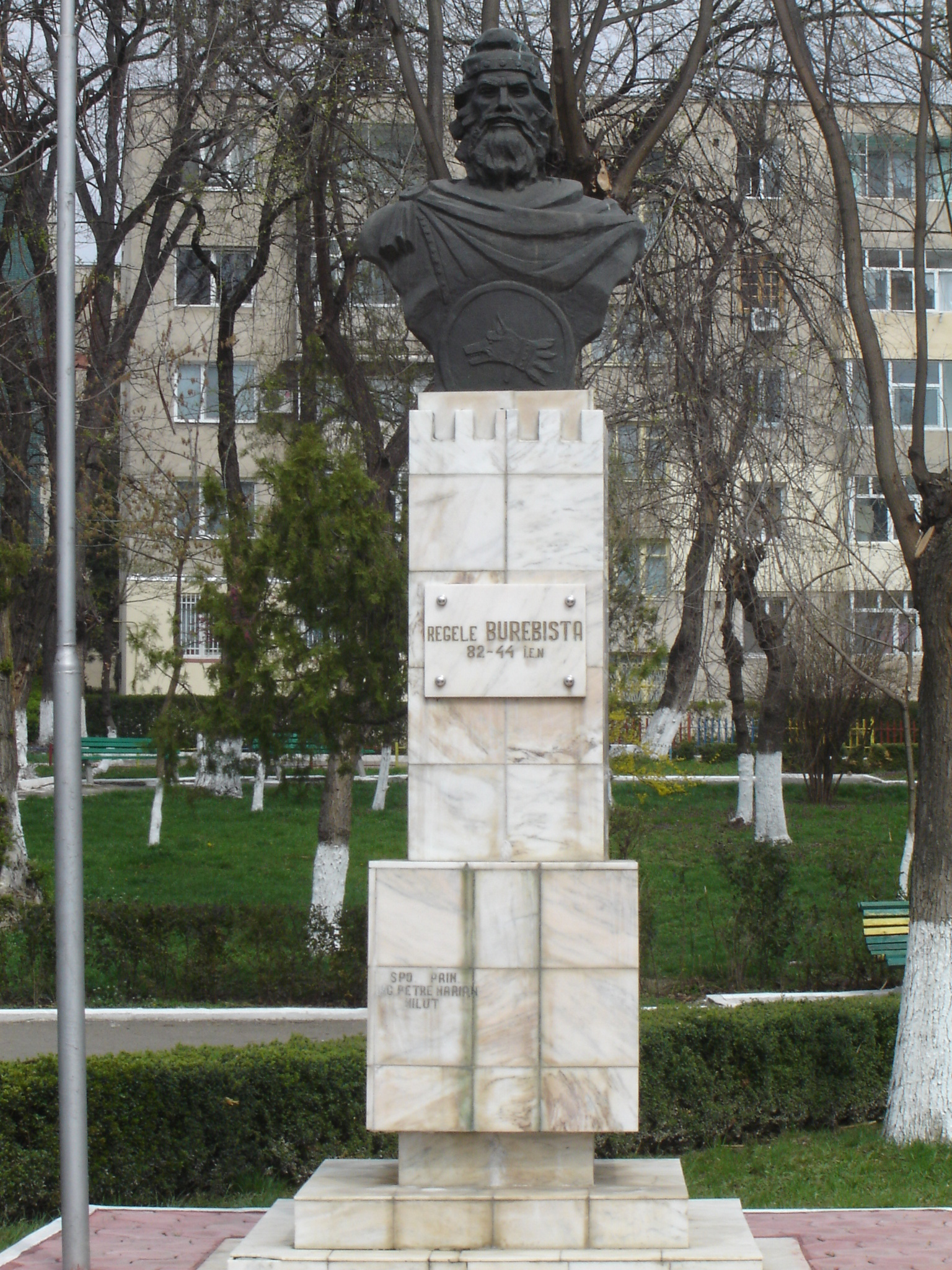
Beeld van Boerebista in Călărași

Koning Boerebista (111 v.Chr. – 44 v.Chr.) is de eerste bekende belangrijke koning van de Daciërs. Na zijn troonsbestijging rond 82 v.Chr. bereikte het Dacische rijk een grote omvang. 
Hij wist een uiterst sterk leger op te bouwen waarmee hij meerdere malen Romeins grondgebied binnenviel. Julius Caesar realiseerde zich de kracht van het Dacische rijk en bereidde een expeditie voor.
Zover kwam het echter niet, Caesar werd op brute wijze geliquideerd en Boerebista werd in 44 v.Chr. bij een volksopstand vermoord. Het Dacische rijk werd opgedeeld in kleinere territoria met ieder hun eigen leider.